# Калинин, Илья Игоревич
Илья Игоревич Калинин (род. 3 февраля 1992, Талгар, Алма-Атинская область) — казахстанский футболист, полузащитник.

## Карьера
В 2010—2011 годах выступал за «Цесну», игравшую в первой лиге. За 2 сезона в 57 играх шесть раз поразил ворота соперников. 18 марта 2012 года дебютировал в казахстанской Суперлиге. «Кайрат» дома играл против «Окжетпеса». 27 июля 2012 года забил первый гол в чемпионате Казахстана — в ворота «Кайсара». Вв следующем туре гол был забит в ворота «Жетысу». Именно в двух этих клубах играл в будущем. Всего в чемпионате Казахстана 2012 года провёл 19 игр, забив 2 гола. В следующем сезоне провёл 16 игр. В чемпионате 2014 года выступал в составе «Кайсара», забил 1 гол в 23 играх.
В чемпионате 2015 года провёл 1 игру в «Кайрате», до середины сезона просидев в запасе. Снова на поле вышел в конце июля в составе «Кайсара.» Проведя 8 игр, забил один гол (в ворота «Жетысу»). Сезон 2016 года проводит в «Жетысу».
В 2013-14 годах провёл 7 игр в составе молодёжной сборной Казахстана.